# NGC 4543
NGC 4543 ist eine Elliptische Galaxie mit ausgedehnten Sternentstehungsgebieten vom Hubble-Typ E3 im Sternbild Jungfrau auf der Ekliptik. Sie ist schätzungsweise 103 Millionen Lichtjahre von der Milchstraße entfernt und hat einen Durchmesser von etwa 30.000 Lichtjahren. Unter der Katalognummer VCC 1608 ist sie als Mitglied des Virgo-Galaxienhaufens gelistet.

Im gleichen Himmelsareal befinden sich u. a. die Galaxien NGC 4532, NGC 4577, IC 3576, IC 3591.
Das Objekt wurde am 27. Dezember 1827 vom britischen Astronomen John Herschel entdeckt.